# 華航園區
華航園區（英語：CAL Park）位於中華民國桃園市大園區，是中華航空的總部，園區由華航園區公司所開發、管理。
華航園區耗資新台幣45.86億興建，全區以華航企業總部及國際觀光旅館桃園國際機場凱悅酒店為兩大主體，是亞洲最龐大的企業總部之一。

## 歷史
為提供過境旅客及空勤人員的食宿需求，桃園國際機場1978年10月起投入新台幣12億5,000萬元興建地上10層、地下1層，且可容納490間客房、15間套房的過境旅館，並於1984年10月31日竣工啟用；然而，隨著過境旅館的經營面臨困境，過境旅館的營運於1990年開始便走向衰退，最終於2004年11月15日結束營業。而為有效利用桃園國際機場具備優越地理位置的4.7公頃土地，提升資產收益，交通部於2004年12月30日以「徵求民間機構參與中正機場航空事業營運中心（含機場旅館）計畫」為名對外進行BOT加ROT的招商，期盼將過境旅館的原址打造為一座航空事業的營運總部，節省營運作業時間及成本，也間接扶植台灣航空產業的發展。 :258:附件7-1:附件7-專案緣起
而這與中華航空的營運擴展需求不謀而合。在政府政策的推動下，中華航空展現了積極參與的意願，交通部民用航空局於2005年12月23日正式公告徵求民間投資、2006年2月22日完成投標廠商的資格審查、2006年3月1日公告中華航空為唯一一家投標廠商及合格申請人，並於2006年3月17日公告擇定中華航空為「徵求民間機構參與中正機場航空事業營運中心（含機場旅館）計畫」的最優申請人，雙方也在議約後於2006年9月20日簽約，宣告這一為期50年的計畫正式底定。:附件7-專案緣起
而期間為辦理興建、營運等開發作業，中華航空也投入15億於2006年9月6日創立華航園區公司負責後續華航園區的基地開發與管理經營作業，並由華航園區公司於2006年10月徵選、11月擇定中華顧問工程司為華航園區的專案管理總顧問，協助華航園區公司辦理投資執行計畫、旅館籌設、設計監造建築師遴選等作業。:附件7-專案緣起:137:16
最終，投入45.86億開發經費的華航園區於2008年1月31日正式動工，其中觀光旅館部分最先於2009年9月完工、同年11月試營運，整體工程則於2009年12月完工，2010年3月26日10時在交通部長毛治國、交通部民用航空局長李龍文、桃園縣縣長吳志揚、中華航空董事長魏幸雄和中華航空總經理孫洪祥的見證下，將中華航空的松山航訓區、總公司等遷入，象徵華航園區正式啟用。:150:附件7-專案目標
在桃園國際機場的快速成長下，台北諾富特華航桃園機場飯店於2013年實現營利，並決定以園區內5,000餘平方公尺的土地增建具有158間客房及1間餐廳的二館，並於2015年8月11日動工啟動擴建作業。

## 建築設計

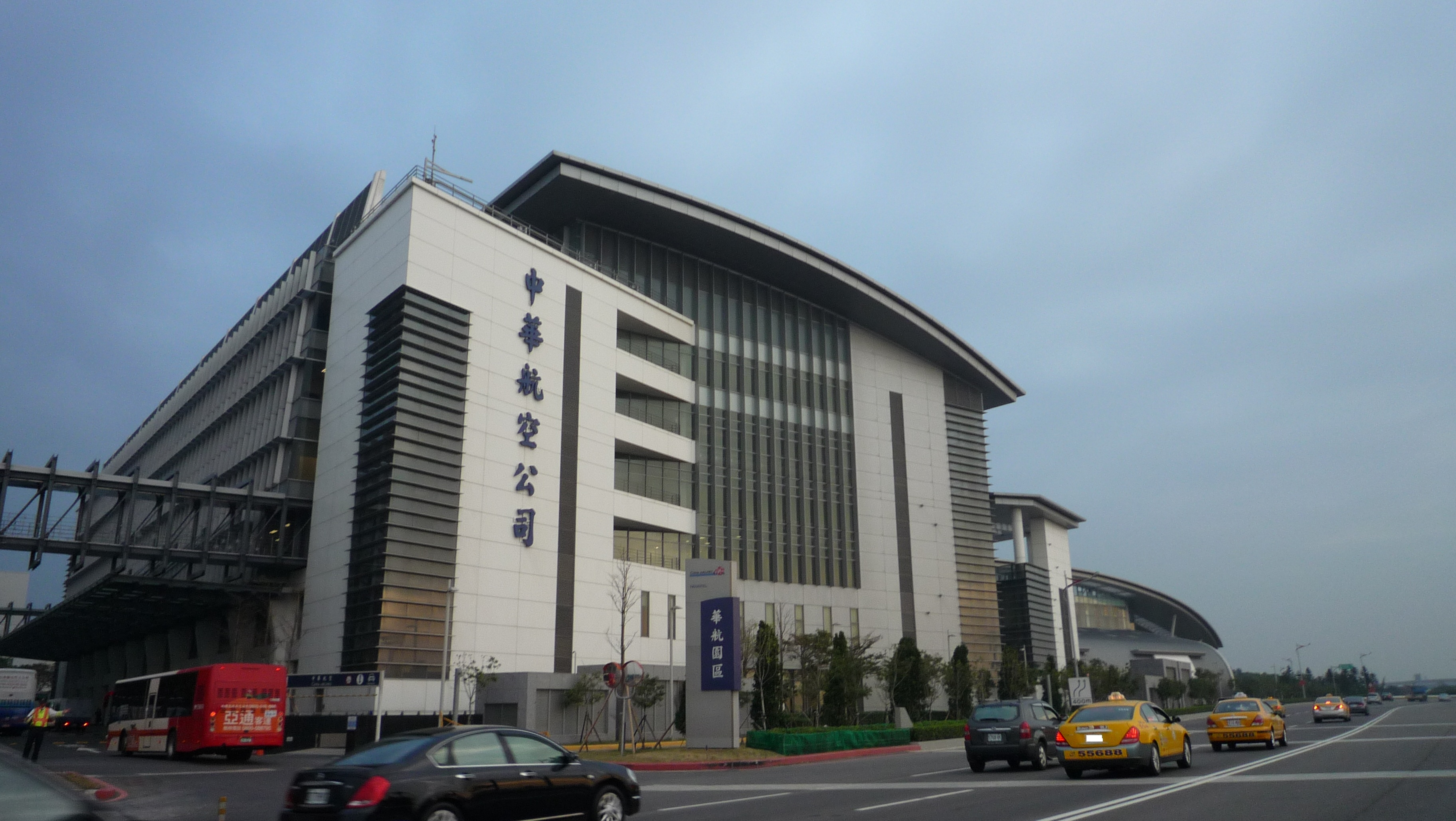
位於桃園國際機場的華航園區

### 外觀
華航園區位處國道二號進入桃園國際機場的前端位置，為配合桃園航空城國家門戶的意象，華航園區以嶄新、現代的風格進行前瞻性的設計，藉由現代建築的手法營造企業總部的意象。:138
華航園區整體建築以「飛行」意像設計，並以銀白、灰藍色為色彩基調，從外觀可看出「一棟高於一棟」的「步步高陞」設計。

### 环保
華航園區的建築採用了空調節能、照明節能、帷幕低輻射玻璃及遮陽節能等設計，每年可節省1,665,450用電度數。除此之外，華航園區的雨水回收設計每年也可省下37,609度的用水。:150

## 設施配置

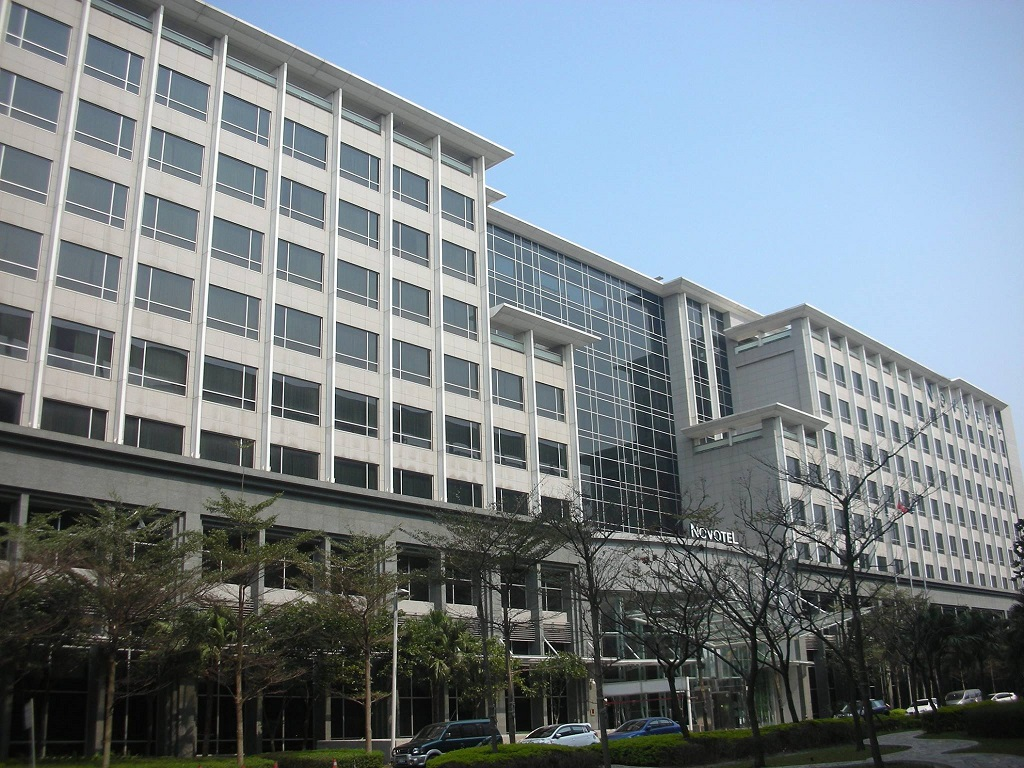
台北諾富特華航桃園機場飯店

華航園區主要分企業總部、旅館兩大單元，建有4棟大樓，總樓地板面積達11萬1,154平方公尺。:138:附件7-專案內容

### 企業總部
華航園區的設立，能夠滿足中華航空將航務、訓練、服務、業務部門集中辦公的需求，除此之外也設置了華航博物館、紀念品販售、銀行、員工餐廳、便利商店、交誼廳、游泳池、球場及洗衣店等設施。:附件7-建築物空間需求

#### 行政中心
主要建物中的行政中心採地上7層、地下2層設計，樓地板面積達2萬3,120平方公尺。:138

#### 航訓大樓
主要建物中的航訓大樓採地上4層、地下2層設計，樓地板面積達8,721平方公尺。:138

#### 組員中心
主要建物中的組員中心採地上6層、地下2層設計，樓地板面積達4萬9,398平方公尺。:138

### 旅館
華航園區的旅館由中華航空投資6,500萬、百分百持股的華航大飯店公司經營，並委由雅高集團旗下的諾富特酒店經營管理，稱為「台北諾富特華航桃園機場飯店」。:16
台北諾富特華航桃園機場飯店採地上8層、地下1層設計，樓地板面積2萬9,895平方公尺:138，是華航園區內最高聳的建築，內部設有360間客房及大宴會廳、多功能會議區、全日餐廳、大廳酒吧、中餐廳、游泳池、健身房、美髮沙龍、芳療中心等設施；機場旅館除本館外，旁邊還有二館，同時與桃園機場捷運之機場旅館站共構（機場捷運僅普通車停靠）。
2024年11月11日，華航宣布原委由諾富特酒店經營的機場旅館，在12月31日合約到期，自2009~2024年為期15年；華航機場旅館於2025年1月1日起改為跟凱悅飯店合作，更名為「桃園國際機場凱悅酒店（Hyatt Regency Taoyuan International Airport）」。

## 軼聞
華航園區的建築基地由拆除過境旅館取得，然而，2007年華航園區公司招標拆除建築時，合興公司卻以負2,000萬元的「倒貼」標價得標，一度引起其他投標廠商抗議。